# Stara Vyzhivka (huyện)
Huyện Stara Vyzhivka (tiếng Ukraina: Старовижівський район, chuyển tự: Stara Vyzhivkas’kyi raion) là một huyện của tỉnh Volyn thuộc Ukraina. Huyện Stara Vyzhivka có diện tích 1121 kilômét vuông, dân số theo điều tra dân số ngày 5 tháng 12 năm 2001 là 34135 người với mật độ 30 người/km2. Trung tâm huyện nằm ở Stara Vyzhivka.